# Trommesæt
Et trommesæt er en opstilling af trommer, bækkener og anden percussion efter trommeslagerens ønske. Bruges ofte til rock, jazz og andet moderne musik. Trommesættet har været en vigtig del af det meste populærmusik siden 1920’erne. 

## Et trommesæts bestanddele
Sammensætningen af trommesættet varierer meget som følge af trommeslagerens smag og musikkens stilart. Et trommesæt består normalt af:
- En stortromme en tromme med stor diameter og dyb lyd. Er placeret på gulvet og bliver betjent af trommeslagerens højre fod (kan også betjenes a venstre fod i tilfælde af at trommeslageren er venstrehåndet).
- En lilletromme en tromme med skind på over- og underside. På undersiden er monteret en seiding, der giver lilletrommen sin karakteristiske lyd (en meget distinkt og skarp lyd, som når man klapper). Lilletrommen er placeret på et stativ. Lilletrommen bliver betjent af venstre arm (for en højrehåndet).
- En hi-hat som er to bækkener monteret på et stativ, som kan slås sammen ved hjælp af en pedal. Den har en kort diskant lyd, når bækkenerne er slået sammen. Spilles med venstre fod og højre hånd.
- To eller tre tom-tom'er, en tromme uden seiding. Monteret på stortrommen (højre- og venstresidetamtam) eller stående på gulvet (gulvtamtam/stortamtam). Bruges i populærmusik ofte til fills, altså ekstra "fyld" udover grundrytmen. Den mindste (med lysest lyd) er gerne placeret til venstre og den største på gulvet (dybeste lyd). Lyden varierer meget.
- Et varierende antal Bækkener. Antallet varierer meget fra typisk få for jazztrommeslagere og mange for  heavy-trommeslagere. Typen og størrelsen af bækkener varierer også, fra de små splash- (6-12”), de mellemstore crash- (13-20”) og de store ridebækkener (18-22”). Ridebækkenet kaldes også rytmebækken og bruges ligesom hihatten til at markere pulsen i musikken. Crash- og splash-bækkener har en kort, men kraftig lyd, og bruges til at markere højdepunkterne i musikken.
- Percussion, her er det kun trommeslagerens fantasi der sætter grænserne. Af populærere percussion-instrumenter til trommesættet kan nævnes koklokken og tamburinen.